# Can Picafort
Can Picafort és un poble costaner de Mallorca, Balears, que juntament amb Son Serra de Marina forma part del municipi de Santa Margalida. Es troba a la Badia d'Alcúdia, a uns 10 quilòmetres de Santa Margalida, al nord-est de la ciutat de Palma, en la costa nord de l'illa. La Necròpoli de Son Real està a l'est del poble.
És un important nucli turístic i compta amb una gran oferta hotelera i de restauració. A començaments dels anys 70, Can Picafort era un petit poble de pescadors amb 200 habitants quan va anar transformant-se en un complex turístic amb quasi 10.000 llits d'hotel. Can Picafort és un dels principals nuclis turístics de l'illa i ofereix una gran varietat de serveis i atraccions que cada any gaudeixen els visitants de qualsevol punt d'Europa, però principalment d'Alemanya i el Regne Unit, que trien Can Picafort per gaudir de les seves vacances.

## Història
La zona de Can Picafort presenta una ocupació humana documentada des de la prehistòria. A la seva àrea d'influència es localitzen jaciments arqueològics destacats com la necròpolis de Son Real i l'illot des Porros, vinculats a la cultura talaiòtica i a l’arribada dels comerciants fenicis, al segle VIII aC. El domini romà consolidà la integració de la zona en l'Imperi, especialment a través de la propera ciutat romana de Pollentia (actual Alcúdia).
L'origen del topònim Can Picafort es vincula a Jeroni Fuster, conegut pel malnom en «Picafort», un veí de Santa Margalida que, al segle xix, vivia de forma solitària a prop de la costa. Segons la tradició, fou el primer a establir-s'hi de manera permanent, en una petita construcció a la vora del mar. Un document conservat a l'Arxiu Municipal confirma que el 1857 fou denunciat per ocupar un edifici públic i pescar sense autorització.
A finals del segle xix i inicis del segle xx, famílies de Santa Margalida i d'altres poblacions veïnes començaren a construir cases d'estiueig a la zona, sovint vinculades a l'activitat pesquera i l'oci familiar. L'espai començà a consolidar-se com una destinació d'estiueig, mantenint, però, un caràcter dispers i residencial.
La residència de Can Picafort fou construïda l'any 1932, per iniciativa del milionari margalidà Joan March. Es considera un dels primers allotjaments amb finalitats turístiques del nucli. El desenvolupament turístic de Can Picafort s'inicià amb de manera progressiva després de la Guerra Civil espanyola. El 1953, la residència fou reinaugurada sota el nom de Residència General Yagüe i es destinà a l'estiueig d'oficials de l’exèrcit espanyol i les seves famílies, promoguda per l'entitat Educación y Descanso.
El primer hotel privat, l'Hotel Alomar, fou obert als anys 1950 per Francesc Alomar, considerat un dels pioners del turisme a la localitat. A partir dels anys 1960, el turisme internacional esdevingué un motor econòmic fonamental. Aquest procés anà acompanyat de l'arribada de població treballadora provinent de diverses regions de la península Ibèrica —especialment Andalusia i Extremadura— i de Mallorca.
Durant les dècades de 1970 i 1980, Can Picafort visqué un creixement urbanístic accelerat, que comportà tant l'expansió del teixit residencial com la pèrdua d'alguns espais naturals. El Pla d'Embelliment de 1989, promogut sota la Conselleria de Turisme de Jaume Cladera, pretenia modernitzar i ordenar l'espai urbà, millorant la qualitat de l'oferta turística i la imatge pública de la localitat. Aquest pla es dugué a terme amb la col·laboració del sector hoteler i la participació de les administracions públiques.

## Llocs d'interès

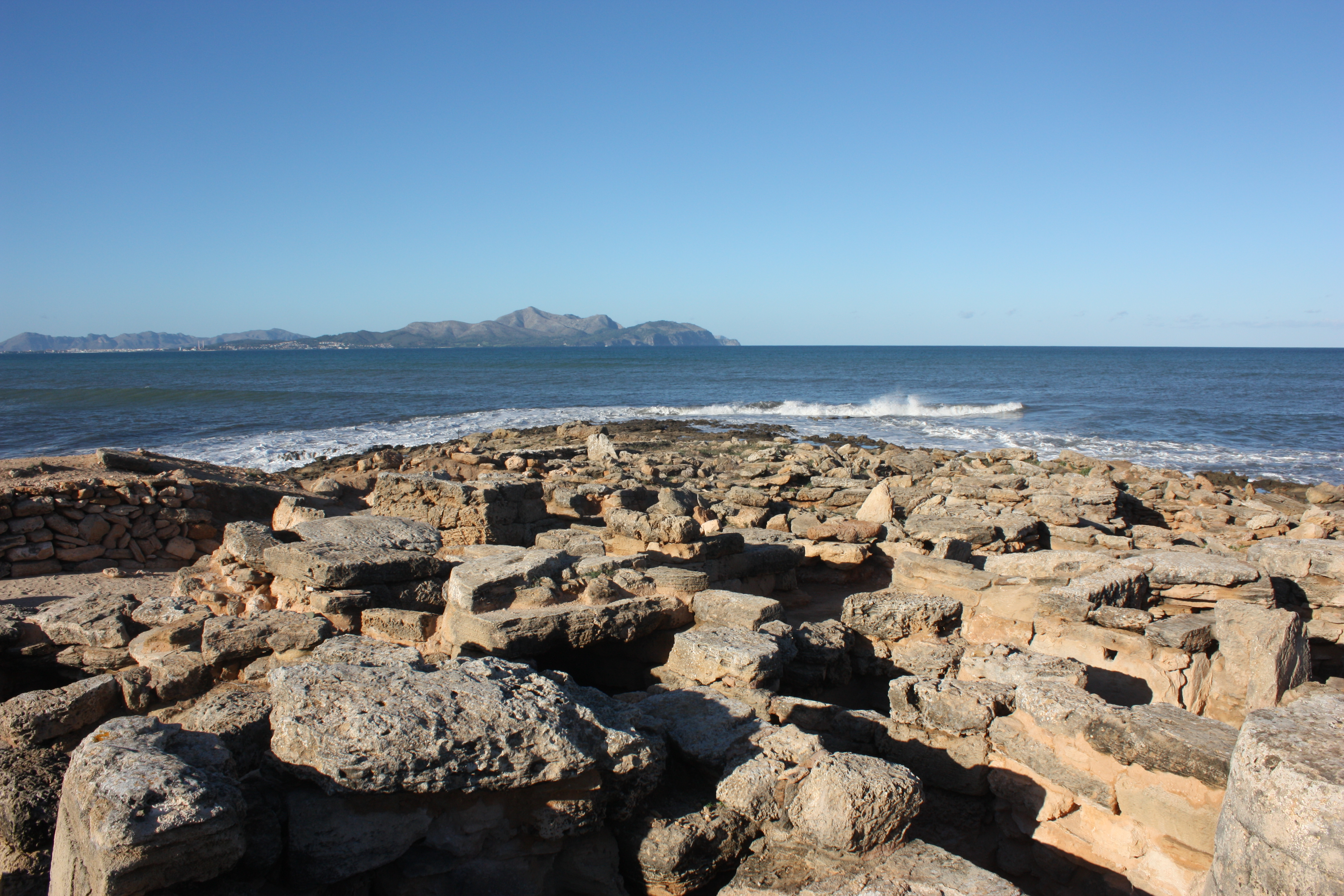
Necròpolis de Son Real
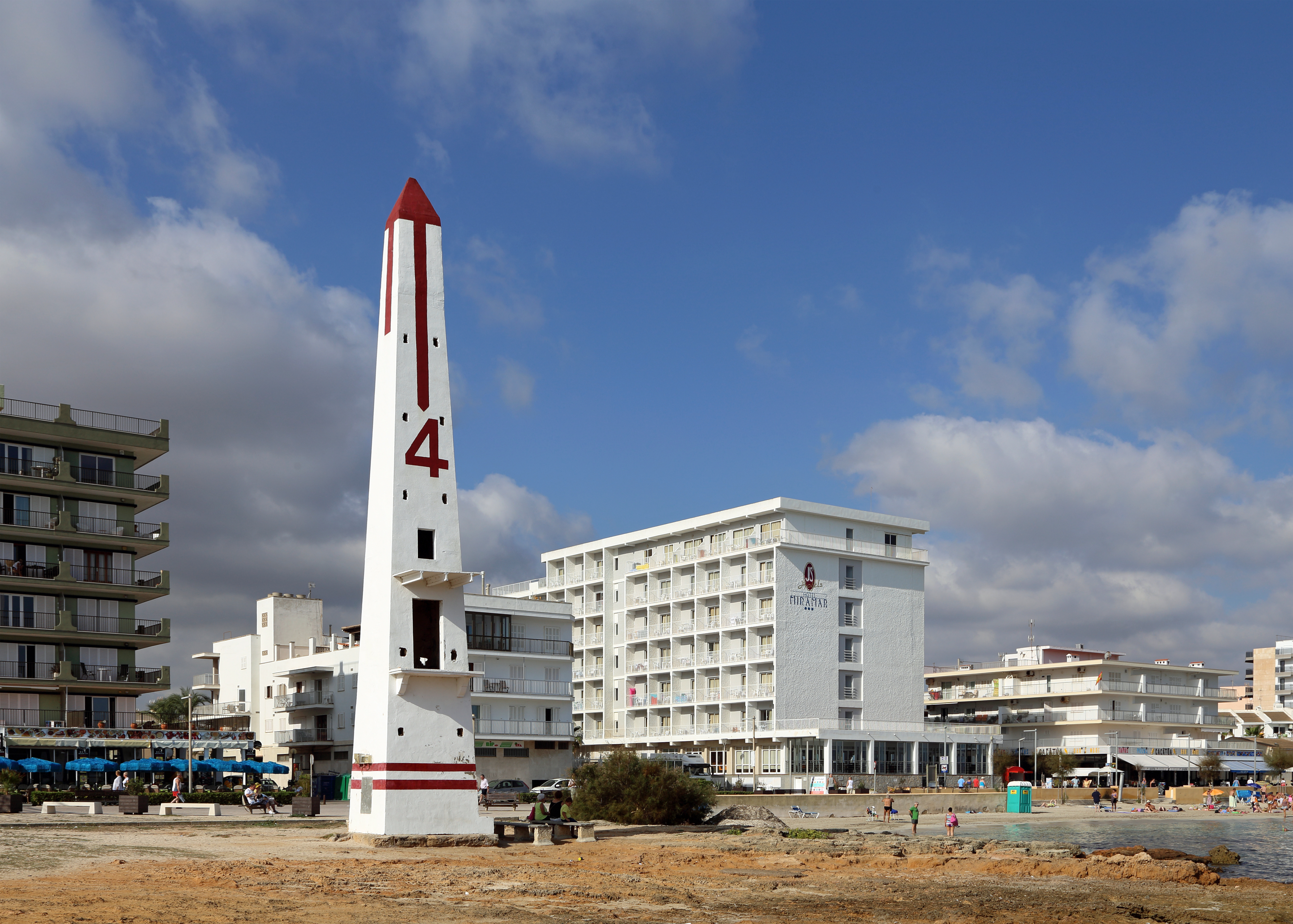
Torre d'enfilació
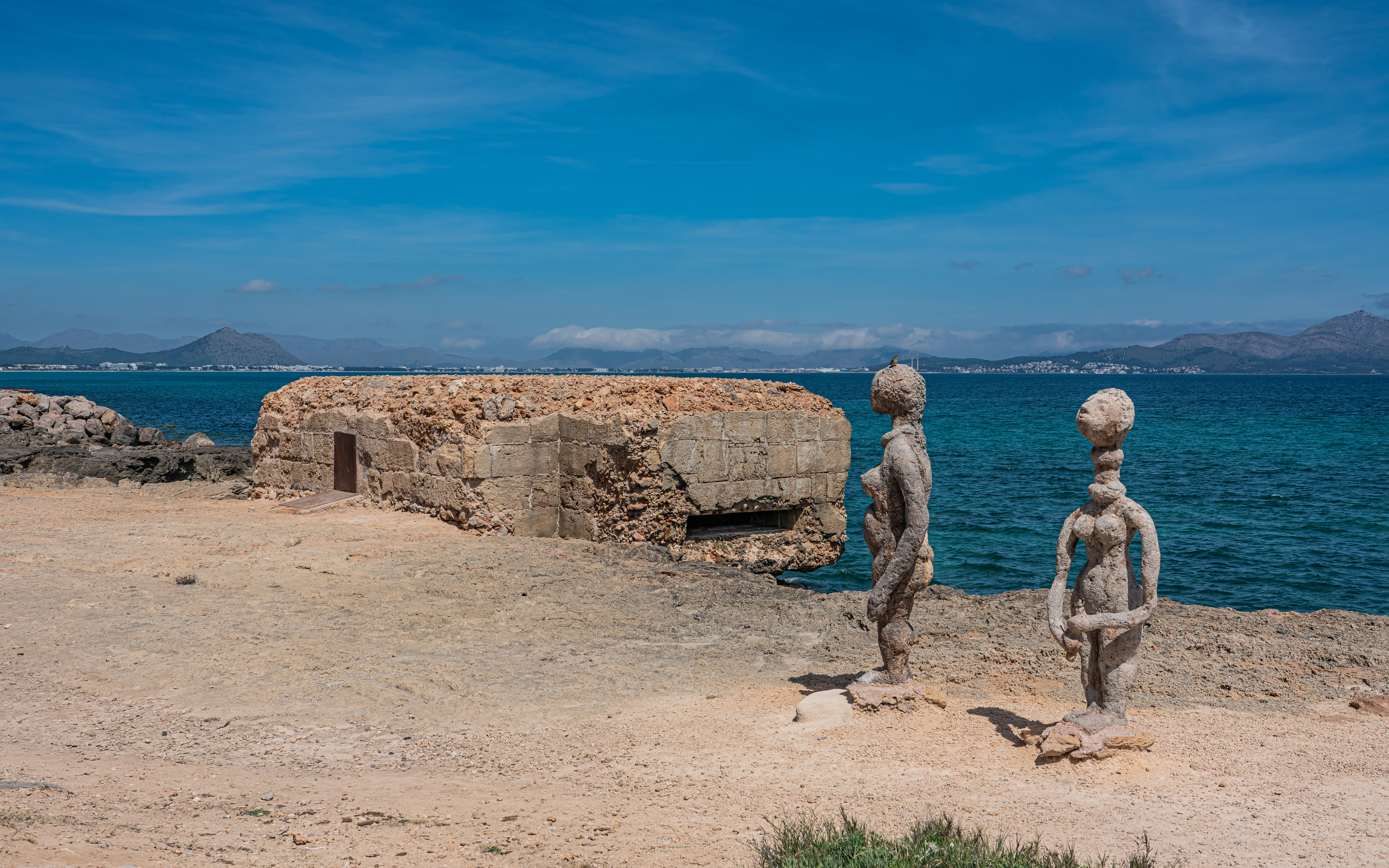
Conjunt escultòric de Joan Bennàssar
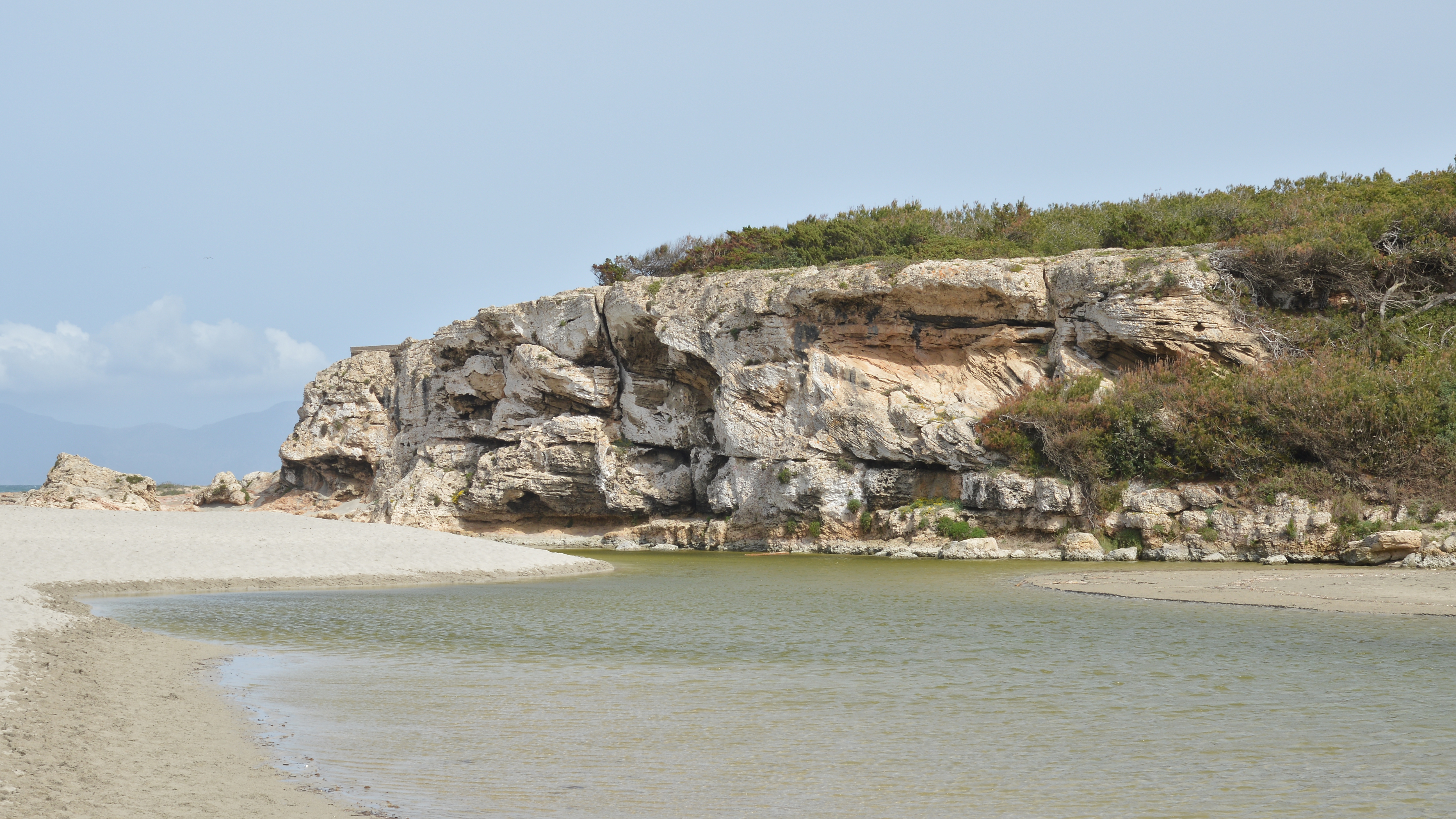
Torrent de Son Bauló

### Jaciment funerari de Son Real
A prop de la línia costanera de la finca pública de Son Real s'ubica una necròpolis datada entre els segles VII aC i II dC. Aquest espai arqueològic inclou estructures funeràries diverses, algunes excavades directament a la roca, associades a les comunitats talaiòtiques i posttalaiòtiques de Mallorca. El conjunt constitueix un dels exemples més rellevants d'arquitectura funerària prehistòrica a les Illes Balears.

### Torres d'enfilació delseglexx
Durant la dècada de 1940 es van instal·lar al llarg del litoral nord-oriental mallorquí catorze parelles de torres per a pràctiques navals, esteses des de la zona de l'Albufera fins a la Colònia de Sant Pere. Aquestes estructures s'utilitzaven per ajudar els submarins militars a situar-se mitjançant alineacions visuals durant simulacres de tir i maniobres amb mines marines. Inicialment estaven pintades de blanc i numerades amb senyals de color vermell. Amb el pas del temps, la major part d'aquestes torres han desaparegut i només en resten vuit a la badia d'Alcúdia.

### Intervencions escultòriques de Joan Bennàssar
Can Picafort acull un conjunt escultòric de gran format realitzat per l'artista pollencí Joan Bennàssar, ubicat al llarg del seu passeig marítim; que ha estat acollit amb opinions desiguals. Aquestes figures, fetes principalment de ciment i amb formes femenines d'entre un metre i mig i tres metres d'alçària, estan concebudes com a símbols de diàleg entre l'ésser humà, la natura i la memòria del món antic mediterrani.

### Son Bauló
L'espai natural de Son Bauló, situat a l'extrem oriental de Can Picafort, constitueix una franja litoral d'elevat interès ambiental i paisatgístic. Combina una platja de sorra fina amb sistemes dunars i la desembocadura del torrent de Son Bauló, que forma una petita zona humida temporal amb vegetació halòfila i presència ocasional d'aus aquàtiques. Malgrat la proximitat amb la zona urbanitzada, el lloc conserva valors naturals que actuen com a connector ecològic entre el mar i l'interior, i està inclòs en rutes senderistes que enllacen amb espais protegits com la finca pública de Son Real.

## Esdeveniments rellevants
L'exsacerdot Pere Barceló Rigo va ser el primer clergue expulsat de l'Església catòlica a Espanya per pederàstia. Va exercir com a rector de Can Picafort fins al 2011 i el 2016 va ser condemnat a sis anys de presó per violació a una menor després de confessar els fets. Després de sortir de presó l'agost de 2022, va ser processat novament el 2023 per abusos a una altra nena entre 2008 i 2010, cas pel qual la Fiscalia demanà 10 anys de presó. El cas constitueix un precedent històric en la jurisprudència eclesiàstica espanyola sobre pederàstia clerical.